# Butleigh
Butleigh – wieś w Anglii, w hrabstwie Somerset, w dystrykcie (unitary authority) Somerset. Leży 40 km na południe od miasta Bristol i 184 km na zachód od Londynu. W 2001 miejscowość liczyła 879 mieszkańców.